# Coupe d'Afrique des nations de football des moins de 20 ans 2019
Navigation
2017 2021
La 21e Coupe d'Afrique des nations des moins de 20 ans se déroule au Niger du 2 au 17 février 2019. Elle est remportée par le Mali qui bat le Sénégal en finale aux tirs au but.
Les 2 premiers de chaque groupe se qualifient pour la Coupe du monde des moins de 20 ans 2019.

## Préparation

### Désignation du pays organisateur
Le 26 mai 2015, le comité exécutif de la CAF accepte la proposition de la fédération nigérienne d'accueillir la CAF des moins de 20 ans 2019.

### Villes et stades
| [[Fichier:Niger location map.svg\|300px\|{{#if:\|{{{alt}}}\|Les 2 villes hôtes est dans la page Niger.]]Niamey Maradi Les 2 villes hôtes (Niger) |

Les villes de Maradi et Niamey sont retenues pour abriter les deux poules.
Le stade Général-Seyni-Kountché de Niamey accueille les rencontres du groupe A, y compris le match d'ouverture, tandis que le stade régional de Maradi accueille celles du groupe B.

## Participants

### Joueurs
Les joueurs éligibles doivent être nés le 1er janvier 1999 ou après.

### Équipes
Le Niger est directement qualifié en tant que pays organisateur. Il s'agit de sa première participation à la compétition.
Des éliminatoires se déroulent du 30 mars au 3 août 2018 afin de désigner les sept autres pays participants.
| Équipe         | Participation à la phase finale | Meilleure performance en phase finale |
| -------------- | ------------------------------- | ------------------------------------- |
| Afrique du Sud | 8e                              | Finaliste (1997)                      |
| Burkina Faso   | 3e                              | Quatrième (2003)                      |
| Burundi        | 2e                              | Finaliste (1995)                      |
| Ghana          | 11e                             | Vainqueur (1993, 1999 et 2009)        |
| Mali           | 12e                             | Troisième (2003)                      |
| Sénégal        | 5e                              | Finaliste (2015 et 2017)              |
| Niger          | 1re                             | Première participation                |
| Nigeria        | 11e                             | Vainqueur (2005, 2011 et 2015)        |

### Arbitres
24 arbitres (12 centraux et 12 assistants) sont retenus pour la compétition :
- Pacifique Ndabihawenimana
- Antoine Essouma
- Souleiman Ahmed Djamal
- Amin Mohamed Amin Mohamed Omar
- Peter Waweru
- Boubou Traoré
- Mohamed Ali Moussa
- Ahmad Heeralall
- Jean-Claude Ishimwe
- Hassan Mohamed Hagi
- Ntale Kokou Ognankotan
- Haythem Guirat

Le tunisien Haythem Guirat est désigné pour arbitrer la finale.

## Qualifications
Les éliminatoires se déroulent sur trois tours de matchs allers-retours, entre le 30 mars et le 3 août 2018.

## Compétition

### Tirage au sort
Le tirage au sort est organisé le 13 décembre 2018 à Niamey. Les deux têtes de série du tirage sont le Niger, en tant que pays hôte, et le Sénégal, en tant que finaliste de l'édition précédente en l'absence de la Zambie.
| Groupe A                             | Groupe B                        |
| ------------------------------------ | ------------------------------- |
| Niger Afrique du Sud Nigeria Burundi | Sénégal Mali Burkina Faso Ghana |

### Premier tour
Les huit équipes qualifiées sont réparties en deux groupes de quatre. Les deux premiers de chaque groupe se qualifient pour les demi-finales.

#### Groupe A
| Rang | Équipe         | Pts | J | G | N | P | Bp | Bc | Diff |
| ---- | -------------- | --- | - | - | - | - | -- | -- | ---- |
| 1    | Nigeria        | 7   | 3 | 2 | 1 | 0 | 3  | 0  | +3   |
| 2    | Afrique du Sud | 5   | 3 | 1 | 2 | 0 | 2  | 1  | +1   |
| 3    | Niger          | 2   | 3 | 0 | 2 | 1 | 4  | 5  | -1   |
| 4    | Burundi        | 1   | 3 | 0 | 1 | 2 | 3  | 6  | -3   |

| 2 février 2019 | Niger      | 1 - 1 | Afrique du Sud | Stade Général-Seyni-Kountché, Niamey |                             |
| 16h30 (UTC+1)  | Goumey 62e | (0-0) | 69e Mkhize     | Arbitrage : Ahmad Heeralall          | Arbitrage : Ahmad Heeralall |
| 16h30 (UTC+1)  | Rapport    |       |                | Arbitrage : Ahmad Heeralall          | Arbitrage : Ahmad Heeralall |

| 2 février 2019 | Nigeria                 | 2 - 0 | Burundi | Stade Général-Seyni-Kountché, Niamey |                             |
| 19h30 (UTC+1)  | Nazifi 55e · Effiom 70e | (0-0) |         | Arbitrage : Antoine Essouma          | Arbitrage : Antoine Essouma |
| 19h30 (UTC+1)  | Rapport                 |       |         | Arbitrage : Antoine Essouma          | Arbitrage : Antoine Essouma |

| 5 février 2019 | Afrique du Sud | 0 - 0 | Nigeria | Stade Général-Seyni-Kountché, Niamey |                          |
| 16h30 (UTC+1)  |                | (0-0) |         | Arbitrage : Peter Waweru             | Arbitrage : Peter Waweru |
| 16h30 (UTC+1)  | Rapport        |       |         | Arbitrage : Peter Waweru             | Arbitrage : Peter Waweru |

| 5 février 2019 | Burundi                                             | 3 - 3 | Niger                                        | Stade Général-Seyni-Kountché, Niamey       |                                            |
| 19h30 (UTC+1)  | Irakoze 45e (pen.) · Ulimwengu 73e · Kanakimana 75e | (1-2) | 16e (pen.) Salou · 42e Amoustapha · 56e Sabo | Arbitrage : Amin Mohamed Amin Mohamed Omar | Arbitrage : Amin Mohamed Amin Mohamed Omar |
| 19h30 (UTC+1)  | Rapport                                             |       |                                              | Arbitrage : Amin Mohamed Amin Mohamed Omar | Arbitrage : Amin Mohamed Amin Mohamed Omar |

| 8 février 2019 | Niger   | 0 - 1 | Nigeria      | Stade Général-Seyni-Kountché, Niamey |                           |
| 16h30 (UTC+1)  |         | (0-0) | 73e Alhassan | Arbitrage : Boubou Traoré            | Arbitrage : Boubou Traoré |
| 16h30 (UTC+1)  | Rapport |       |              | Arbitrage : Boubou Traoré            | Arbitrage : Boubou Traoré |

| 8 février 2019 | Afrique du Sud    | 1 - 0 | Burundi | Stade régional, Maradi     |                            |
| 16h30 (UTC+1)  | Le Roux 8e (pen.) | (1-0) |         | Arbitrage : Haythem Guirat | Arbitrage : Haythem Guirat |
| 16h30 (UTC+1)  | Rapport           |       |         | Arbitrage : Haythem Guirat | Arbitrage : Haythem Guirat |

#### Groupe B
Les rencontres du groupe B se déroulent au stade régional de Maradi, à l'exception du match Mali-Ghana qui doit se jouer à Niamey pour se dérouler en même temps que Sénégal-Burkina Faso. En raison d'un problème d'éclairage, les matchs initialement prévus à un horaire nocturne sont reportés au lendemain.
| Rang | Équipe       | Pts | J | G | N | P | Bp | Bc | Diff |
| ---- | ------------ | --- | - | - | - | - | -- | -- | ---- |
| 1    | Sénégal      | 9   | 3 | 3 | 0 | 0 | 9  | 1  | +8   |
| 2    | Mali         | 6   | 3 | 2 | 0 | 1 | 2  | 2  | 0    |
| 3    | Ghana        | 3   | 3 | 1 | 0 | 2 | 2  | 3  | -1   |
| 4    | Burkina Faso | 0   | 3 | 0 | 0 | 3 | 1  | 8  | -7   |

| 3 février 2019 | Sénégal             | 2 - 0 | Mali | Stade régional, Maradi     |                            |
| 16h30 (UTC+1)  | Lopy 71e · Ndaw 90e | (0-0) |      | Arbitrage : Haythem Guirat | Arbitrage : Haythem Guirat |
| 16h30 (UTC+1)  | Rapport             |       |      | Arbitrage : Haythem Guirat | Arbitrage : Haythem Guirat |

| 4 février 2019 | Burkina Faso | 0 - 2 | Ghana           | Stade régional, Maradi         |                                |
| 16h30 (UTC+1)  |              | (0-1) | 41e 77e Lomotey | Arbitrage : Mohamed Ali Moussa | Arbitrage : Mohamed Ali Moussa |
| 16h30 (UTC+1)  | Rapport      |       |                 | Arbitrage : Mohamed Ali Moussa | Arbitrage : Mohamed Ali Moussa |

| 6 février 2019 | Mali          | 1 - 0 | Burkina Faso | Stade régional, Maradi             |                                    |
| 13h30 (UTC+1)  | M. Traoré 52e | (0-0) |              | Arbitrage : Souleiman Ahmed Djamal | Arbitrage : Souleiman Ahmed Djamal |
| 13h30 (UTC+1)  | Rapport       |       |              | Arbitrage : Souleiman Ahmed Djamal | Arbitrage : Souleiman Ahmed Djamal |

| 6 février 2019 | Ghana   | 0 - 2 | Sénégal       | Stade régional, Maradi          |                                 |
| 16h30 (UTC+1)  |         | (0-2) | 11e 45e Badji | Arbitrage : Jean-Claude Ishimwe | Arbitrage : Jean-Claude Ishimwe |
| 16h30 (UTC+1)  | Rapport |       |               | Arbitrage : Jean-Claude Ishimwe | Arbitrage : Jean-Claude Ishimwe |

| 9 février 2019 | Sénégal                                                         | 5 - 1 | Burkina Faso | Stade régional, Maradi          |                                 |
| 16h30 (UTC+1)  | Amadou Dia Ndiaye 8e 42e · Diallo 35e · Badji 50e · Niang 90+3e | (3-1) | 33e Tapsoba  | Arbitrage : Hassan Mohamed Hagi | Arbitrage : Hassan Mohamed Hagi |
| 16h30 (UTC+1)  | Rapport                                                         |       |              | Arbitrage : Hassan Mohamed Hagi | Arbitrage : Hassan Mohamed Hagi |

| 9 février 2019 | Mali      | 1 - 0 | Ghana | Stade Général-Seyni-Kountché, Niamey  |                                       |
| 16h30 (UTC+1)  | Dramé 53e | (0-0) |       | Arbitrage : Pacifique Ndabihawenimana | Arbitrage : Pacifique Ndabihawenimana |
| 16h30 (UTC+1)  | Rapport   |       |       | Arbitrage : Pacifique Ndabihawenimana | Arbitrage : Pacifique Ndabihawenimana |

### Tableau final
|  | Demi-finales    | Demi-finales    | Demi-finales    | Demi-finales    |                               |       | Finale                                                | Finale                                                | Finale                                                | Finale                                                |
|  |                 |                 |                 |                 |                               |       |                                                       |                                                       |                                                       |                                                       |
|  | 13 février 2019 | 13 février 2019 | 13 février 2019 | 13 février 2019 |                               |       | 17 février 2019, Stade Général-Seyni-Kountché, Niamey | 17 février 2019, Stade Général-Seyni-Kountché, Niamey | 17 février 2019, Stade Général-Seyni-Kountché, Niamey | 17 février 2019, Stade Général-Seyni-Kountché, Niamey |
|  | Nigeria         | Nigeria         | 1 (3)           | 1 (3)           |                               |       | 17 février 2019, Stade Général-Seyni-Kountché, Niamey | 17 février 2019, Stade Général-Seyni-Kountché, Niamey | 17 février 2019, Stade Général-Seyni-Kountché, Niamey | 17 février 2019, Stade Général-Seyni-Kountché, Niamey |
|  | Nigeria         | Nigeria         | 1 (3)           | 1 (3)           |                               |       | 17 février 2019, Stade Général-Seyni-Kountché, Niamey | 17 février 2019, Stade Général-Seyni-Kountché, Niamey | 17 février 2019, Stade Général-Seyni-Kountché, Niamey | 17 février 2019, Stade Général-Seyni-Kountché, Niamey |
|  | Mali            | Mali            | 1 (4)           | 1 (4)           |                               |       | 17 février 2019, Stade Général-Seyni-Kountché, Niamey | 17 février 2019, Stade Général-Seyni-Kountché, Niamey | 17 février 2019, Stade Général-Seyni-Kountché, Niamey | 17 février 2019, Stade Général-Seyni-Kountché, Niamey |
|  | Mali            | Mali            | 1 (4)           | 1 (4)           | Mali                          | Mali  | 1 (3)                                                 | 1 (3)                                                 |                                                       |                                                       |
|  | 13 février 2019 |                 |                 |                 | Mali                          | Mali  | 1 (3)                                                 | 1 (3)                                                 |                                                       |                                                       |
|  |                 |                 | Sénégal         | Sénégal         | 1 (2)                         | 1 (2) |                                                       |                                                       |                                                       |                                                       |
|  | Sénégal         | Sénégal         | Sénégal         | Sénégal         | 1 (2)                         | 1 (2) | 1                                                     | 1                                                     |                                                       |                                                       |
|  | Sénégal         | Sénégal         |                 |                 |                               |       |                                                       | 1                                                     |                                                       |                                                       |
|  | Afrique du Sud  | Afrique du Sud  | 0               | 0               |                               |       |                                                       |                                                       |                                                       |                                                       |
|  | Afrique du Sud  | Afrique du Sud  | 0               | 0               | Match pour la troisième place |       |                                                       |                                                       |                                                       |                                                       |
|  |                 |                 |                 |                 |                               |       |                                                       |                                                       |                                                       |                                                       |
|  | 16 février 2019 |                 |                 |                 |                               |       |                                                       |                                                       |                                                       |                                                       |
|  | Nigeria         | Nigeria         | 0 (3)           | 0 (3)           |                               |       |                                                       |                                                       |                                                       |                                                       |
|  | Nigeria         | Nigeria         | 0 (3)           | 0 (3)           |                               |       |                                                       |                                                       |                                                       |                                                       |
|  | Afrique du Sud  | Afrique du Sud  | 0 (5)           | 0 (5)           |                               |       |                                                       |                                                       |                                                       |                                                       |
|  | Afrique du Sud  | Afrique du Sud  | 0 (5)           | 0 (5)           |                               |       |                                                       |                                                       |                                                       |                                                       |

#### Demi-finales
| 13 février 2019 | Nigeria                                                                           | 1 - 1 a. p.     | Mali                                                                               | Stade Général-Seyni-Kountché, Niamey       |                                            |
| 16h30 (UTC+1)   | Durugbor 86e                                                                      | (0-0, 1-1)      | 78e M. Traoré                                                                      | Arbitrage : Amin Mohamed Amin Mohamed Omar | Arbitrage : Amin Mohamed Amin Mohamed Omar |
| 16h30 (UTC+1)   | rapport                                                                           |                 |                                                                                    | Arbitrage : Amin Mohamed Amin Mohamed Omar | Arbitrage : Amin Mohamed Amin Mohamed Omar |
| 16h30 (UTC+1)   | James Ozornwafor · Ikouwem Utin · Jamil Muhammad · Maxwell Effiom · Aniekeme Okon | Tirs au but 3-4 | Boubacar Traore · Lassana N'Diaye · Hadji Dramé · Abdoulaye Diaby · El Bilal Touré | Arbitrage : Amin Mohamed Amin Mohamed Omar | Arbitrage : Amin Mohamed Amin Mohamed Omar |

| 13 février 2019 | Sénégal         | 1 - 0 | Afrique du Sud | Stade Général-Seyni-Kountché, Niamey  |                                       |
| 19h30 (UTC+1)   | Khupe 70e (csc) | (0-0) |                | Arbitrage : Pacifique Ndabihawenimana | Arbitrage : Pacifique Ndabihawenimana |
| 19h30 (UTC+1)   | Rapport         |       |                | Arbitrage : Pacifique Ndabihawenimana | Arbitrage : Pacifique Ndabihawenimana |

#### Troisième place
| 16 février 2019 | Nigeria                                                        | 0 - 0 a. p.     | Afrique du Sud                                                                         | Stade Général-Seyni-Kountché, Niamey |                                |
| 16h30 (UTC+1)   |                                                                | (0-0, 0-0)      |                                                                                        | Arbitrage : Mohamed Ali Moussa       | Arbitrage : Mohamed Ali Moussa |
| 16h30 (UTC+1)   | Rapport                                                        |                 |                                                                                        | Arbitrage : Mohamed Ali Moussa       | Arbitrage : Mohamed Ali Moussa |
| 16h30 (UTC+1)   | Adamu Alhassan · Jamil Muhammad · Maxwell Effiom · Mike Zaruma | Tirs au but 3-5 | Givemore Khupe · Luke Le Roux · Simphiwe Ncamani · Malebogo Modise · Siphesihle Mkhize | Arbitrage : Mohamed Ali Moussa       | Arbitrage : Mohamed Ali Moussa |

#### Finale
| 17 février 2019 | Mali                                 | 1 - 1 a. p.     | Sénégal                                   | Stade Général-Seyni-Kountché, Niamey |                            |
| 16h30 (UTC+1)   | B. Traoré 16e                        | (1-0, 1-1)      | 76e A. D. Ndiaye                          | Arbitrage : Haythem Guirat           | Arbitrage : Haythem Guirat |
| 16h30 (UTC+1)   | Rapport                              |                 |                                           | Arbitrage : Haythem Guirat           | Arbitrage : Haythem Guirat |
| 16h30 (UTC+1)   | B. Traoré · N'Diaye · Diaby · Samake | Tirs au but 3-2 | Lopy · Mendy · Diack · A.D Ndiaye · Niang | Arbitrage : Haythem Guirat           | Arbitrage : Haythem Guirat |

## Résultats

### Récompenses
Le Mali remporte sa première CAN junior, tandis que le Sénégal échoue pour la troisième fois consécutive en finale.
Le défenseur sénégalais Moussa Ndiaye est nommé meilleur joueur de la compétition. L'équipe du Sénégal remporte également le trophée du fair-play. 
L'équipe-type de la compétition comprend quatre sénégalais, deux maliens, deux nigérians, un sud-africain, un burundais et un nigérien.
| Entraîneur | Youssoupha Dabo |

| Gardien        | Défenseurs                                                   | Milieux                                                   | Attaquants                     |
| -------------- | ------------------------------------------------------------ | --------------------------------------------------------- | ------------------------------ |
| Youssouf Koita | Chancel Ndaye Moussa Ndiaye Valentine Ozornwafor Ikouwem Udo | Ibrahima Dramé Dion Lopy Amadou Sabo Nkosingiphile Ngcobo | Youssouph Badji El Bilal Touré |

### Joueurs médaillés
| Compétition  | Or | Argent | Bronze |
| ------------ | --- | --- | --- |
| CAN U20 2019 | Mali Alkalifa Coulibaly Youssouf Koita Souleymane Coulibaly Abdoulaye Diaby Babou Fofana Amadou Dante Drissa Diarra Boubacar Kanoute Fode Konaté Boubacar Traoré Ousmane Diakité Hadji Dramé Mamadou Samaké Mamadou Traoré Mohamed Camara Sambou Sissoko Boubou Konté Amadou Diarra El Bilal Touré Lassana N'Diaye Sékou Koïta | Sénégal Cheikh Sarr Dialy Ndiaye François Djiba Formose Mendy Moustapha Mbow Moussa Ndiaye Souleymane Aw Souleymane Djimou Cissé Amadou Ciss Dion Lopy Faly Ndaw Ibrahima Dramé Lamine Diack Mamadou Danfa Moussa Sogue Ousseynou Diagne Samba Diallo Ousseynou Niang Amadou Dia Ndiaye Amadou Sagna Youssouph Badji | Afrique du Sud Khulekani Kubheka Kopano Thuntsane Glen Baadjies Keenan Abrahams Givemore Khupe Fezile Gcaba Njabulo Blom Sibusiso Mabiliso Malebogo Modise Keenan Philips Thabo Moloisane Siphesihle Mkhize Simphiwe Ncamani Luke Le Roux Thakgalo Leshabela Nkosingiphile Ngcobo Luvuyo Phewa Kobamelo Kodisang Promise Mkhuma Bayanda Shangase Thabiso Monyane |

| CAN 2019 Junior Vainqueur |
| ------------------------- |
| Mali 1re titre            |

### Classement des buteurs
Le sénégalais Amadou Dia Ndiaye remporte le trophée de meilleur buteur avec 3 buts. Son coéquipier Youssouph Badji a également marqué 3 trois buts mais a reçu un carton jaune.
3 buts
- Youssouph Badji
- Amadou Dia Ndiaye

2 buts
- Daniel Lomotey
- Mamadou Traoré

1 but
| - Luke Le Roux - Siphesihle Mkhize - Abdoul Tapsoba - Saidi Irakoze - Bienvenue Kanakimana - Jules Ulimwengu - Hadji Dramé - Boubacar Traoré - Kairou Amoustapha - Boubacar Goumey - Amadou Sabo | - Adamu AlHassan - Paschal Durugbor - Maxwell Effiom - Issah Salou - Nazifi Yahaya - Samba Diallo - Dion Lopy - Faly Ndaw - Ousseynou Niang |

### Qualifications pour le championnat du monde junior
Les quatre équipes ayant atteint au moins les demi-finales se sont qualifiées pour la Coupe du monde de football des moins de 20 ans 2019 organisée en Pologne. Il s'agit de l'Afrique du Sud, du Mali, du Nigeria et du Sénégal.